# Eintracht Bad Kreuznach
Eintracht Bad Kreuznach is een Duitse voetbalclub uit Bad Kreuznach.

## Geschiedenis
De club werd op 19 augustus 1932 opgericht door een fusie tussen 1. FC 02 Kreuznach en FSV 07 Kreuznach. In 1907 werd ook SC Nahetal Kreuznach opgericht dat in 1909 met FC Preußen Kreuznach fuseerde tot SC Viktoria Kreuznach. De clubs Britannia 08, Hermannia 08 (opgericht in 1909), FC Germania 07 (opgericht in 1910) sloten zich bij de club aan die in 1911 met FC Sportlust Kreuznach fuseerde tot Kreuznacher FV 07  dat zich in 1919 hernoemde in FSV 07 Kreuznach.
De club behaalde in 1939 de promotieronde voor de Gauliga Mittelrhein maar promoveerde niet. Na de annexatie van Luxemburg kwam de club in 1941 via de promotieronde in de Gauliga Moselland waarin het in 1942 kampioen in de oostelijke poule werd. Het kampioenschap van de Gauliga werd echter verloren van FV Stadt Düdelingen. Hierna werd de club nog twee keer tweede in de poule.
Na de Tweede Wereldoorlog bereikte Eintracht in 1950 kortstondig de Oberliga Südwest waarin het ook tussen 1954 en 1962 speelde. Hierna zakte de club weg na enkele degradaties. In 1973 kwam de club weer in de Regionalliga Südwest uit maar die werd een jaar later opgeheven. In 1975 promoveerde de club na een promotieronde naar de 2. Bundesliga maar degradeerde meteen weer. Hierna zakte de club weer weg en kwam in 2001 weer in de Oberliga Südwest. In 2008 werd de club door financiële problemen teruggezet naar de Verbandsliga Südwest, het zesde niveau. In 2016 kon de club terug naar deze klasse promoveren.
Eintracht Bad Kreuznach ·
VfB Bodenheim ·
TSG 1846 Bretzenheim ·
SV Viktoria Herxheim ·
TuS Hohenecken ·
SG Hüffelsheim ·
FC Bienwald Kandel ·
FC Basara Mainz ·
TuS Marienborn ·
TuS Mechtersheim ·
SV Morlautern ·
FK Pirmasens II ·
TuS 07 Steinbach
SV Steinwenden ·
SV Alemannia Waldalgesheim ·
TB Jahn Zeiskam